# Diocesi di Colón-Kuna Yala
La diocesi di Colón-Kuna Yala (in latino: Dioecesis Columbensis-Kunayalensis) è una sede della Chiesa cattolica a Panama suffraganea dell'arcidiocesi di Panama. Nel 2021 contava 214.760 battezzati su 293.690 abitanti. È retta dal vescovo Manuel Ochogavía Barahona, O.S.A.

## Territorio
La diocesi comprende la provincia panamense di Colón e la comarca indigena di Kuna Yala.
Sede vescovile è la città di Colón, dove si trova la cattedrale dell'Immacolata Concezione di Maria Vergine.
Il territorio si estende su 7.208 km² ed è suddiviso in 22 parrocchie.

## Storia
La diocesi di Colón è stata eretta il 15 dicembre 1988 con la bolla Cum Venerabiles Fratres di papa Giovanni Paolo II, ricavandone il territorio dal vicariato apostolico del Darién.
Il 13 giugno 1997 ha assunto il nome attuale.

## Cronotassi dei vescovi
Si omettono i periodi di sede vacante non superiori ai 2 anni o non storicamente accertati.
- Carlos María Ariz Bolea, C.M.F. † (15 dicembre 1988 - 18 giugno 2005 ritirato)
- Audilio Aguilar Aguilar (18 giugno 2005 - 30 aprile 2013 nominato vescovo di Santiago de Veraguas)
- Manuel Ochogavía Barahona, O.S.A., dal 7 luglio 2014

## Statistiche
La diocesi nel 2021 su una popolazione di 293.690 persone contava 214.760 battezzati, corrispondenti al 73,1% del totale.
| anno | popolazione | popolazione | popolazione | presbiteri | presbiteri | presbiteri | presbiteri                | diaconi | religiosi | religiosi | parrocchie |
| anno | battezzati  | totale      | %           | numero     | secolari   | regolari   | battezzati per presbitero | diaconi | uomini    | donne     | parrocchie |
| ---- | ----------- | ----------- | ----------- | ---------- | ---------- | ---------- | ------------------------- | ------- | --------- | --------- | ---------- |
| 1990 | 165.000     | 190.000     | 86,8        | 28         | 4          | 24         | 5.892                     | 1       | 35        | 69        | 24         |
| 1999 | 152.000     | 212.000     | 71,7        | 33         | 11         | 22         | 4.606                     | 2       | 34        | 74        | 19         |
| 2000 | 162.000     | 220.000     | 73,6        | 30         | 11         | 19         | 5.400                     | 1       | 32        | 133       | 16         |
| 2002 | 175.000     | 240.000     | 72,9        | 32         | 20         | 12         | 5.468                     | 1       | 49        | 61        | 16         |
| 2003 | 178.000     | 248.000     | 71,8        | 35         | 20         | 15         | 5.085                     | 1       | 52        | 64        | 16         |
| 2004 | 180.000     | 236.654     | 76,1        | 32         | 20         | 12         | 5.625                     | 1       | 24        | 60        | 17         |
| 2006 | 171.000     | 237.019     | 72,1        | 33         | 21         | 12         | 5.181                     | 1       | 37        | 59        | 20         |
| 2013 | 204.000     | 290.000     | 70,3        | 39         | 29         | 10         | 5.230                     | 1       | 25        | 40        | 22         |
| 2016 | 203.169     | 277.818     | 73,1        | 33         | 29         | 4          | 6.156                     |         | 11        | 22        | 22         |
| 2019 | 209.000     | 285.800     | 73,1        | 35         | 29         | 6          | 5.971                     |         | 10        | 25        | 22         |
| 2021 | 214.760     | 293.690     | 73,1        | 35         | 29         | 6          | 6.136                     |         | 10        | 25        | 22         |